# Jeff Van Gundy
Jeffrey William Van Gundy (Hemet, 19 de janeiro de 1962) é um treinador norte-americano de basquete profissional que atualmente é o assistente técnico do Los Angeles Clippers da National Basketball Association (NBA).
Van Gundy anteriormente foi técnico principal do New York Knicks e do Houston Rockets. Durante seu tempo com os Knicks, ele levou a equipe às Finais da NBA de 1999, onde acabaram sendo derrotados pelo San Antonio Spurs. Van Gundy ganhou um título da NBA em 2024 com o Boston Celtics, onde atuou como consultor sênior na direção da equipe.

## Primeiros anos
Van Gundy nasceu em Hemet, Califórnia, e viveu em Martinez, Califórnia, até 1977. Sua família se mudou para Brockport, Nova York, enquanto Van Gundy ainda estava no ensino médio, e ele frequentou e jogou basquete na Brockport High School.
Ele é filho do treinador de basquete Bill Van Gundy, ex-técnico principal na SUNY Brockport e no Genesee Community College, e irmão mais novo do ex-técnico da NBA, Stan Van Gundy.
Como armador no ensino médio, Van Gundy liderou a Brockport até a final estadual. Ele frequentou a Universidade Yale antes de transferir-se para o Menlo College, e finalmente se formou na Nazareth University, em Nova York, em 1985.
Na Nazareth, Van Gundy liderou a equipe a uma vaga no Torneio da NCAA da DIvisão III em 1984. Ele ainda detém o recorde na Nazareth por percentual de lances livres com 86,8%.

## Carreira como treinador

### Início da carreira
Van Gundy começou sua carreira como treinador de basquete durante a temporada de 1985-86, na McQuaid Jesuit High School, em Rochester, Nova York. No ano seguinte, tornou-se assistente de graduação sob o comando do técnico principal Rick Pitino, na Providence College, ajudando a equipe a avançar até o Final Four do Torneio da NCAA. Na sua segunda temporada com a universidade, ele foi promovido a assistente técnico sob o comando do técnico Gordon Chiesa. Na temporada seguinte, Van Gundy tornou-se assistente técnico sob o comando do técnico Bob Wenzel na Rutgers.

### New York Knicks
Em 28 de julho de 1989, Van Gundy tornou-se assistente técnico do New York Knicks. Ele passou os próximos seis anos e meio sendo assistente de Stu Jackson (1989–1990), John MacLeod (1990–1991), Pat Riley (1991–1995) e Don Nelson (1995–1996). Durante seu tempo como assistente técnico, os Knicks ganharam três títulos da Divisão do Atlântico, nunca terminaram abaixo do terceiro lugar na divisão, e se classificaram para os playoffs todos os anos. Os Knicks avançaram para as finais da Conferência Leste em 1993 e para as Finais da NBA contra o Houston Rockets em 1994.
Em 8 de março de 1996, os Knicks nomearam Van Gundy como seu técnico principal, assumindo o comando de Don Nelson. Em seu segundo jogo como técnico principal, ele liderou os Knicks para uma vitória por 32 pontos sobre o Chicago Bulls liderado por Michael Jordan, que havia eliminado os Knicks dos playoffs quatro vezes desde 1989. No entanto, Van Gundy não conseguiu mudar essa tendência nos playoffs, com os Knicks caindo para Chicago nas semifinais da conferência.
Em sua primeira temporada completa como técnico principal, os Knicks empataram pelo terceiro melhor recorde na história da franquia com 57–25. Na partida final da temporada regular, os Knicks derrotaram os Bulls que tinham um recorde de 69–12 em Chicago, impedindo-os de registrar duas temporadas consecutivas com 70 vitórias e empatando o melhor recorde em casa da história da NBA. Van Gundy esteve envolvido em uma cena memorável durante a série dos playoffs de 1998 entre os Knicks e o Miami Heat. Quando o pivô do Heat, Alonzo Mourning, e o ala-pivô dos Knicks, Larry Johnson, se envolveram em uma briga que esvaziou os bancos, Van Gundy tentou sem sucesso separar a luta, caindo no chão e se agarrando à perna de Mourning.
Na temporada encurtada pela greve de 1998–99, os Knicks lutaram com lesões (principalmente de Patrick Ewing) e terminaram com um recorde de 27–23, ficando na oitava posição para os playoffs. Na primeira rodada dos playoffs, os Knicks surpreenderam o Heat em cinco jogos, vingando a derrota da temporada anterior e se tornando apenas o segundo time classificado em oitavo a derrotar o número um nos playoffs. A vitória impulsionou uma corrida improvável para os Knicks, que varreram o Atlanta Hawks nas semifinais e derrotaram o Indiana Pacers em seis jogos, para avançar às Finais da NBA. Sem Ewing, eles estavam em desvantagem nas Finais contra o San Antonio Spurs, perdendo a série em cinco jogos. Os Knicks foram o primeiro time classificado em oitavo na história da NBA a chegar às Finais da NBA.
Os Knicks seguiram sua campanha nas Finais com uma temporada de 50–32 e avançaram para as finais da conferência, onde foram derrotados pelos Indiana Pacers. Até os playoffs de 2013, essa foi a última vez que os Knicks venceram uma série de playoffs.
Em um jogo de 2001 entre os Spurs e os Knicks, Danny Ferry deu uma cotovelada em Marcus Camby. Enquanto conversava com o árbitro, Camby perdeu o controle e tentou socar Ferry. Camby errou e atingiu Van Gundy ao invés disso, que disse ter aprendido a lição sobre tentar interromper brigas entre jogadores. Os Knicks terminaram 48–34, mas perderam na primeira rodada para os Raptors.
Apenas 19 jogos dentro da temporada 2001–02, Van Gundy renunciou ao cargo de técnico principal dos Knicks. A decisão foi inesperada, pois os Knicks estavam em uma sequência de vitórias, vindo de uma vitória por 14 pontos contra o Milwaukee Bucks.

### Houston Rockets
Em 10 de junho de 2003, Van Gundy foi nomeado técnico principal dos Houston Rockets, substituindo Rudy Tomjanovich. Em sua primeira temporada como técnico principal da equipe, os Rockets terminaram com um recorde de 45–37 e se classificaram para os playoffs pela primeira vez em cinco anos, mas foram eliminados na primeira rodada pelos Los Angeles Lakers.
Na sua segunda temporada com os Rockets, Van Gundy conduziu a equipe, liderada por Yao Ming e Tracy McGrady, a um recorde de 51–31, que foi a primeira temporada com mais de 50 vitórias desde 1996–97. Mais uma vez, os Rockets perderam na primeira rodada dos playoffs, desta vez para o Dallas Mavericks.
McGrady e Yao perderam um total combinado de 70 jogos devido a lesões na temporada de 2005–06, e Van Gundy não conseguiu chegar aos playoffs pela primeira vez em sua carreira como técnico principal na NBA. Em maio de 2005, Van Gundy foi multado em $100,000 pela NBA por acusar os árbitros de perseguir o centro dos Houston Rockets, Yao Ming. Van Gundy culpou o dono do Dallas Mavericks, Mark Cuban, por causar o suposto viés dos árbitros. Esta foi a maior multa aplicada a um técnico na história da NBA.
As lesões e decepções continuaram para os Rockets na temporada seguinte, com lesões limitando Yao a apenas 48 jogos e McGrady ainda não totalmente recuperado de suas lesões. Os Rockets tiveram uma boa reta final de temporada, graças a uma recuperação de McGrady, mas outra derrota na primeira rodada dos playoffs, desta vez para o Utah Jazz, selou o destino de Van Gundy como técnico principal da equipe. Após a derrota decisiva no Jogo 7 da primeira rodada dos playoffs, Van Gundy foi demitido e substituído por Rick Adelman.

### Seleção Americana
Em julho de 2017, foi anunciado que Van Gundy seria o técnico principal da seleção nacional sênior dos Estados Unidos no torneio FIBA AmeriCup de 2017 e nos qualificatórios para a Copa do Mundo FIBA de 2019 na China. O técnico principal dos EUA, Gregg Popovich, retomaria o comando da equipe na Copa do Mundo e nos Jogos Olímpicos de Verão de 2020, caso se qualificassem. Esse foi o primeiro emprego de Van Gundy como treinador desde que deixou os Rockets em 2007.
Van Gundy conduziu os EUA à medalha de ouro no FIBA AmeriCup de 2017 e também garantiu a qualificação para a Copa do Mundo de 2019.

### Diretor
Em 14 de outubro de 2023, os Boston Celtics anunciaram que Van Gundy havia ingressado na equipe como consultor sênior da divisão de operações de basquete. Os Celtics derrotaram o Dallas Mavericks nas Finais da NBA de 2024, dando a Van Gundy seu primeiro campeonato da NBA.

### Los Angeles Clippers
Em 18 de junho de 2024, os Los Angeles Clippers contrataram Van Gundy para servir como assistente principal sob o comando do técnico principal Tyronn Lue, seu primeiro emprego como treinador na NBA em qualquer capacidade desde 2007.

## Carreira como comentarista
Após ser demitido dos Houston Rockets em 2007, Van Gundy foi analista convidado para a transmissão da ESPN do jogo entre Phoenix Suns e San Antonio Spurs em San Antonio, Texas. Logo depois, ele se tornou um membro regular de transmissão para a ESPN.
Ele narrou jogos como comentarista de cor ao lado do locutor de play-by-play Mike Breen e Mark Jackson, incluindo as Finais da NBA por 15 vezes. Ele perdeu o Jogo 1 das Finais da NBA de 2022 devido a protocolos de COVID-19, deixando Mark Jones, Mark Jackson e Lisa Salters no comando.
Em junho de 2023, Van Gundy foi dispensado pela ESPN em meio a uma onda de demissões na rede.

## Vida pessoal
O irmão mais velho de Van Gundy é Stan Van Gundy, que foi técnico principal dos times da NBA Miami Heat, Orlando Magic, New Orleans Pelicans e Detroit Pistons.
Em 8 de maio de 2011, Van Gundy recebeu um grau honorário de Doutor em Letras Humanas de sua alma mater, a Universidade de Nazareth, durante a 84ª Cerimônia Anual de Formatura do colégio.

## Estatísticas como treinador
| Time     | Ano     | Temporada regular | Temporada regular | Temporada regular | Temporada regular | Temporada regular | Playoffs | Playoffs | Playoffs | Playoffs | Playoffs                      |
| Time     | Ano     | J                 | V                 | D                 | %                 | Classificação     | J        | V        | D        | %        | Resultado final               |
| -------- | ------- | ----------------- | ----------------- | ----------------- | ----------------- | ----------------- | -------- | -------- | -------- | -------- | ----------------------------- |
| New York | 1995–96 | 23                | 13                | 10                | .565              | 2nd in Atlantic   | 8        | 4        | 4        | .500     | Lost in Conference semifinals |
| New York | 1996–97 | 82                | 57                | 25                | .695              | 2nd in Atlantic   | 10       | 6        | 4        | .600     | Lost in Conference semifinals |
| New York | 1997–98 | 82                | 43                | 39                | .524              | 2nd in Atlantic   | 10       | 4        | 6        | .400     | Lost in Conference semifinals |
| New York | 1998–99 | 50                | 27                | 23                | .540              | 4th in Atlantic   | 20       | 12       | 8        | .600     | Lost in NBA Finals            |
| New York | 1999–00 | 82                | 50                | 32                | .610              | 2nd in Atlantic   | 16       | 9        | 7        | .563     | Lost in Conference finals     |
| New York | 2000–01 | 82                | 48                | 34                | .585              | 3rd in Atlantic   | 5        | 2        | 3        | .400     | Lost in first round           |
| New York | 2001–02 | 19                | 10                | 9                 | .526              | (resigned)        | —        | —        | —        | —        | —                             |
| Houston  | 2003–04 | 82                | 45                | 37                | .549              | 5th in Midwest    | 5        | 1        | 4        | .200     | Lost in first round           |
| Houston  | 2004–05 | 82                | 51                | 31                | .622              | 3rd in Southwest  | 7        | 3        | 4        | .429     | Lost in first round           |
| Houston  | 2005–06 | 82                | 34                | 48                | .415              | 5th in Southwest  | —        | —        | —        | —        | Missed playoffs               |
| Houston  | 2006–07 | 82                | 52                | 30                | .634              | 3rd in Southwest  | 7        | 3        | 4        | .429     | Lost in first round           |
| Career   | Career  | 748               | 430               | 318               | .575              |                   | 88       | 44       | 44       | .500     |                               |